# 조형기
조형기(1958년 10월 15일 ~ )는 대한민국의 방송인, 배우이다.

## 생애
조형기는 서울특별시 출생이며, 보성고등학교를 졸업했다.
그의 아버지는 배우이자 영화제작자인 조항으로, 배우 조민기는 그의 사촌 동생이다.
1980년부터 백화점 판매원과 방송사 드라마 소품 담당 직원, 연극배우의 경력을 거쳐간 후 1982년 MBC 15기 공채 탤런트로 정식 데뷔하였다.
1987년 MBC 문화방송 드라마에 첫 출연하였고 강석우랑 동료와 지내게 되었다.

### 형사재판
1991년 8월 2일 조형기는 국방부 홍보영화 "푸른상처의 멜로디" 야외촬영차 영화제작진과 출연진들과 함께 서울에서 강원도 정선에 도착하여 정선읍 내 현◎여관에 투숙했다. 그 다음날인 8월 3일 저녁에는 일행 등과 회식하면서 술에 만취되어 여관에 돌아가지 못하고 승용차 안에서 자다가 일행들의 부축으로 겨우 여관에 들어갈 정도였고 그 다음에는 위와 같은 숙취상태에서 아침에 소주 1병, 12:00경에 맥주 3깡통, 14:00에서 15:00사이에 소주 1병이상, 저녁에 소주 1병을 마셔 대취한 상태에서 승용차를 운전해 가다가 음주운전 사망사고를 일으켰다. 조형기는 본능적으로 정거한 뒤 피해자를 약 12미터 떨어진 후 풀 속에다 버려두고 다시 차에 돌아와 운전을 계속하였다가, 비포장도로로 들어가 사고장소에서 그다지 멀리 떨어져 있지 않은 그 비포장도로상에 사고차를 가까스로 세워둔 채 피해자를 옮기느라고 몸에 피가 묻은 그 상태대로 사고 승용차안에서 잠을 자고 있다가 다음 날 경찰관에게 검거되었다. 조형기의 오른쪽 손목부분, 우측무릎부위, 반바지에는 피해자의 피가 묻어 있었고, 조형기 자신은 피를 흘릴정도의 상처는 없었다. 또한 조형기의 승용차 전조등에는 피해자의 살조각, 조형기의 옷 등에는 피해자의 피가 발견되었다.
1심에서 징역 3년을 선고받았으나, 1992년 4월 9일 서울고등법원 항소심에서 "음주운전자에게 심신미약을 적용할 때는 일반 운전자보다 가벼운 형이 선고되는 모순이 생긴다"며 "음주운전 범죄는 형량 감경의 대상에서 제외해야 한다"는 이유로 원심보다 형량을 높여 징역 5년을 선고하여 춘천교도소에 수감되었다.
당시 대한민국 형법 제10조는 심신미약을 의무 감경 대상으로 정했는데, 1심에서 심신미약으로 감경하였으며, 2심에서 심신미약 감경을 음주사고라는 이유로 인정하지 않고 징역 5년을 선고했다. 감경을 하지 않은 것에 대해 조형기가 상고하였으나 원인에 있어서 자유로운 행위라는 이유로 대법원은 원심을 정당하다고 보았고, 다만 위헌 결정된 죄가 있어 파기환송을 했고 파기환송심은 징역 2년에 집행유예 3년을 선고했다.
이에 피고인이 불복하여 제기된 상고심에서 "일반적인 경우 심신미약자의 행위는 스스로 책임을 질 수 없어 형사상 면책 대상이다."고 할 수 있지만, 음주 등 자의에 의하여 심신미약상태에 이르게 한 것도 이에 해당하는지 여부에 관하여 논란이 있은 상태에서 대법원은 "자의에 의해 심신미약 상태에 빠져들었고 이 상태에서 범죄에 이르게 되었다면 이는 '원인에 있어서 자유로운 행위"라는 이유로 조형기의 상고를 기각하였으나, 위헌 결정된 법을 적용한 이유로만 파기환송하였고, 참고로 이 재판의 판사가 홋날 대통령 선거에 출마하게 되는 이회창이었다.
이 사건의 항소심과 상고심 법원 판결이 확정됨으로써 "자의로 인한 심신미약의 경우 책임을 져야한다"는 확실한 판례가 형성되고 법학 교재 등에 등재되는 등 대한민국의 형사 사법에 일정한 영향을 미쳤겠지만 이후에도 음주에 의한 심신미약이 인정되는 판결이 있어 2018년 청와대 국민청원 게시판에 "음주상태의 ‘심신미약’이라는 이유로 범죄인의 처벌을 줄여줄 수 있도록 한 법 조항을 고쳐달라"는 청원이 제기되었으나, 청와대는 입법이 필요한 문제라고 밝혔다. 그리고 대한민국 형법 제10조가 2018년 말 개정되어 심신미약의 의무 감경이 폐지되었다.

### 출소 이후
출소 후 1993년 4월 23일 《MBC 베스트극장》 〈사과 하나 별둘〉 편으로 복귀했다.
1990년대 중후반부터 인터넷이 보급되면서 이 사건이 세상에 널리 알려지게 되었다. 누리꾼들은 조형기에게 킬러 조라는 별명을 붙여주며 조롱했고, 오랫동안 사건이 잊혀지면서 방송 활동을 20년 넘게 했다. 그 후 2018년 3월 9일에 사촌 동생인 조민기가 불미스러운 일로 자살한 것이 계기가 되어
더 이상은 어디에서도 방송 활동을 하지 못하고 있는 상태이며, 2020년 1월에는 유튜브 동네형 TV를 개설하면서 유튜버로 새로운 방송의 삶을 시작하였다. 하지만 모든 유튜브 동영상에는 좋아요보다 싫어요가 압도적으로 더 많고 누리꾼들이 계속적으로 '킬러 조', '류시퍼와의 맹렬한 추격전', '알고보니 스틸곽이 제공한 차량' 등 자신이 저지른 음주운전 사고를 비꼬는 댓글로 인해 자신의 비판을 봉쇄하려고 하는 것인지 모든 동영상에 댓글을 달지 못하게 막아두었다. 결국 자신이 계속 비판을 받는 것을 인지했는지 2020년 5월 30일을 마지막로 유튜브 활동을 종료하였으며 이 후 해당채널은 사라졌다.
2022년에는 로스엔젤레스에서 목격되었으며, 국내에 들어오지 않고 그 곳에서 살고 있는 것으로 추정되었지만, 2023년 기준으로 여전히 국내에 거주 중인 것으로 밝혀졌다.
2022년 10월 6일에 미국에서 포착된 사진이 있어서 미국으로 이주 한것으로 알려졌으나 2023년 4월 24일에 아직도 한국에 거주하고 있는것이 알려졌다. 현재는 연기활동을 하지 않고 방송에 나오지 않고 있다.
2017년 하반기에 MBN 《고수의 비법 황금알》이 종영된 후 방송에서 자취를 감췄고, 이후 방송 활동 내역은 전혀 없다. 2023년 1월 18일 방송된 MBC TV 황금어장 라디오스타에서 방송된 자료 화면이 모자이크 상태로 나왔다. 사실상 출연정지라고 해도 무방하다.

## 음주운전 뺑소니 치사 사건
1991년 8월 4일 저녁 7시 50분에 조형기는 혈중 알코올농도 0.26% 주취상태(면허취소 수치)로, 업무로서 인천2라2959호 소나타 승용차를 운전하여 강원도 정선군 정선읍 덕송2리에 있는 42번 국도상을 정선읍 방면에서 북평면 방면으로 시속 약 80km의 속력으로 질주하였다. 그 당시는 야간인 데다가 비가 내려 노면이 미끄러웠으므로 안전하게 운행하여 사고를 미리 방지하여야 할 업무상의 주의 의무가 있음에도 불구하고 이를 소홀히 하여, 마침 진행 방향 도로상을 걸어가던 피해자 A(여성, 1959년생)를 발견하지 못하고 승용차 우측 앞부분으로 피해자를 들이받아 도로상에 넘어지게 하여 피해자로 하여금 그 시경 그 자리에서 간파열상 등으로 사망에 이르게 하고, 피해자를 위 사고 장소로부터 약 12m 떨어진 언덕 아래 수풀 속으로 옮겨 유기하고 도주하였다.
춘천지방법원영월지원 형사부는 조형기에게 특정범죄가중처벌등에관한법률위반(도주차량), 도로교통법위반 죄로 징역 3년을 선고했다(91고합79).
1992년 4월 2일, 서울고등법원 형사2부는 원심판결을 파기하고 조형기에게 징역 5년을 선고했다.
1992년 7월 28일, 대법원은 특정범죄가중처벌등에관한법률위반(도주차량), 도로교통법위반 죄로 기소된 조형기에게 원심판결을 파기하고 서울고등법원으로 환송했다.
파기환송심 재판부는 교통사고처리특례법위반, 사체유기, 도로교통법위반 죄로 조형기에게 징역 2년, 집행유예 3년을 선고하였다.

## 학력
- 1971년 서울수송초등학교 (졸업)
- 1974년 경성중학교 (졸업)
- 1977년 보성고등학교 (졸업)

## 출연작

### 영화
- 《여자 세상》
- 《장미 속의 살무사》
- 《쫄병수첩》
- 《코리안 커넥션》
- 《오세암》
- 《청송으로 가는 길》
- 《남부군》
- 《쫄병 수첩 2》
- 《흑설》
- 《백백교》
- 《로맨스 황제》
- 《물랭 루즈》
- 《블루시걸》
- 《마누라 죽이기》
- 《개같은 날의 오후》
- 《헤어 드레서》
- 《투캅스 2》
- 《충무로 돈키호테》
- 《1996 뽕》
- 《체인지》
- 《리 베라 메》
- 《뚫어야 산다》
- 《돈 텔 파파》
- 《무등산 타잔, 박흥숙》
- 《역전의 명수》
- 《마파도 2》
- 《청담보살》

### 드라마
- MBC 《조선 왕조 오백년 - 추동궁 마마》 ... 곽충보 역
- MBC 《3840 유격대》
- MBC 《조선 왕조 오백년 - 설중매》 ... 홍길동 역
- MBC 《조선 왕조 오백년 - 임진왜란》 ... 의병장 고경명 역
- MBC 《시사회》 ... 인민군 역
- MBC 《야호》
- MBC 《천둥소리》 ... 백정 점개 역
- MBC 《전원일기》 ... 바보 역
- MBC 《사랑과 야망》 ... 조동탁 역
- MBC 《조선 왕조 오백년 - 인현왕후》- 김환 역
- MBC 《만남》
- MBC 《철새》... 한출도 역
- MBC 《제2공화국》... 이재황 역
- MBC 《완장》 ... 임종술 역
- MBC  《배반의 장미》 ... 홍기표 역
- MBC 《에미》
- KBS2 《저린 손 끝》... 원종일 역
- MBC  《엄마의 바다》... 정서방 역
- MBC  《MBC 베스트극장 - 필론의 돼지》
- MBC  《MBC 베스트극장 - 순달씨와 병구씨와 옥주양》 ... 쌀집 주인 병구 역
- SBS 《재회》
- MBC 《산바람》
- MBC  《MBC 베스트극장 - 길거리표 부처님》 ... 조형수 역
- MBC  《사랑을 그대 품안에》 ... 허기진 역
- SBS  《사랑은 없다》 - 천식 역
- KBS2 《역사의 라이벌》
- KBS2 《숨은 그림 찾기》... 상준 역
- KBS2 《인간의 땅》... 영구/덕구 역
- KBS2 《이색극장 두남자 이야기》
- SBS 《그대의 창》
- SBS 《모래시계》
- MBC 《호텔》
- MBC 《행복》
- MBC 《인연》
- KBS1 《찬란한 여명》
- KBS2 《신고합니다》... 조재기 역
- MBC 《이혼하지 않는 이유》
- MBC 《예스터데이》... 봉영춘 역
- SBS  《OK목장》
- MBC 《사랑밖엔 난 몰라》
- KBS2 《행복을 만들어 드립니다》
- KBS2 《아빠를 찾아주세요》
- MBC 《대왕의 길》 ... 홍인한 역
- MBC 《사랑과 성공》
- KBS2 《사관과 신사》... 한용운 역
- SBS 《백야 3.98》... 박 선배 역
- MBC 《해바라기》
- KBS2 《우리는 길 잃은 작은 새를 보았다》... 김춘배 역
- KBS1 《매화연가》... 서대천 역
- SBS  《피아노》...혜림의 시숙 역
- SBS  《명랑소녀 성공기》...양순 아빠 역
- KBS2 《결혼합시다》... 조중섭 역
- MBC 《맏이》 ... 최달중 역
- SBS  《토마토》... 마비서 역
- SBS 《덕이》... 최달중 역
- SBS 《야인시대》 ... 김두한의 외삼촌 역 (특별출연)
- SBS  《술의 나라》... 임재복 역
- MBC 《아가씨와 아줌마 사이》... 형기 역
- SBS 《러브스토리 인 하버드》 ... 법률사무소 사무장 역
- SBS  《건빵선생과 별사탕》 ... 동칠환 역
- SBS  《당신의 천국》... 형주 역
- MBC  《누나》... 수아의 아버지 역
- KBS2 《스파이 명월》 ... 한희복 역
- SBS  《부탁해요 캡틴》 ... 강팔봉 역
- MBC  《여왕의 꽃》 ... 허삼식 역
- 웹드라마 《나는 취준생이다》... 나형규 역

### 연극
- 《햄릿》 ... 클로디어스 대왕 역 (주연)

### 방송
- KBS2, KBS1 《가족오락관》
- KBS2 《밤과 음악사이》
- KBS2 《밤의 이야기쇼》
- KBS2, KBS1 《퀴즈탐험 신비의 세계》
- SBS 《좋은 아침》
- MBC 《일요일 일요일 밤에》(대단한 도전, 경제야 놀자, 이경규가 간다, 세바퀴)
- SBS 《솔로몬의 선택》
- SBS 《퀴즈 육감대결》
- SBS 《결정 맛대맛》
- KBS1 《체험 삶의현장》
- MBC 《세바퀴》
- KBS 《기적체험! 구사일생》
- KBS 《위기탈출 넘버원》
- KBS 《그랑프리쇼 여러분》
- KBS 《신동엽 신봉선의 샴페인》
- MBC 《우리들의 일밤 (신입사원)》
- SBS 《세대공감 1억 퀴즈쇼》
- KBS 《세대공감 토요일》
- MBN 《오시면 좋으리》
- MBN 《인생고민 해결SHOW 신세계》
- MBN 《고수의 비법 황금알》
- SBS 《별난 행운 인생대역전》

### 뮤지컬
- 《아가씨와 건달들》 - 스카이 마스터슨 역 (주연)

## 방송 외적 활동

### TV광고 모델 활동
| 기업명           | 브랜드명(종류)             | 기업명             | 브랜드명(종류)    |
| ---------------- | -------------------------- | ------------------ | ----------------- |
| 해태제과식품     | 지그재그바                 | 코멕스산업         | 바이오탱크SF      |
| YTN              | 숙주헬퍼                   | 한국GM             | 다마스            |
| 일화             | 크린베이트알파             | 오비맥주           | 카스맥주          |
| 영진약품         | 멘탁스크림                 | 세하기획           | 토이토픽          |
| 삼성전자         | 삼성비디오카메라마이캠비젼 | 삼성전자           | 삼성마이팩스      |
| 농심             | 새우안성탕면               | 해피한교육         |                   |
| 롯데제과         | 동그랑 도너츠바            | 농심               | 무파마            |
| 한국영화배우협회 | 영어수업                   | 글락소스미스클라인 | 파로돈탁스        |
| 오리온           | 엑서스                     | 농심               | 형님소고기라면    |
| 명인제약         | 이가탄                     | KT                 | 한국통신시외전화  |
| 동아제약         | 솔표비지니스               | HK이노엔           | 비타메진에스      |
| 명인제약         | 콜그린                     | 삼성전자           | 위너VTR다이아몬드 |
| 농심             | 무파마 탕면                | 웅진식품           | 장쾌삼 골드       |
| 케이비바이오     | 오숙취헬퍼                 | 해태제과식품       | 스타포            |
| 롯데웰푸드       | 위즐                       | 헨켈홈케어코리아   | 홈매트홈키파      |
| 농심             | 죽염포테토칩               | 농심               | 양파링            |
| 팔도             | 비락식혜수정과             | 대우전자           | 써머스            |
| 롯데손해보험     |                            | 매일유업           | 장에는 GG         |

### 홍보대사/이사
- 2000년 알트애드 홍보이사
- 2003년 한국지체장애인협회 전국 지체 장애인대회 홍보대사
- 2006년 세브란스 건강홍보대사
- 2006년 중소기업청 중소기업 성공을 돕는 사람들 회원
- 2009년 고양국제꽃박람회 홍보대사
- 2012년 한국영화배우협회 부위원장
- 2018년 (사)영토지킴이독도사랑회 문화예술 자문위원
- 2019년 아티스트 패밀리 자문위원
- 2019년 (사)영토지킴이독도사랑회 독도 홍보대사

## 수상 경력
- 1989년 MBC 연기대상 TV 드라마 부문 남자 우수상
- 2002년 MBC 방송연예대상 탤런트부문 특별상
- 2006년 MBC 방송연예대상 PD상
- 2007년 SBS 연예대상 SBS 프로듀서상
- 2007년 MBC 방송연예대상 쇼/버라이어티 부문 남자 최우수상
- 2008년 MBC 방송연예대상 우정상
- 2009년 MBC 방송연예대상 쇼/버리이어티부문 특별상
- 2010년 MBC 방송연예대상 우정상
- 2011년 MBC 방송연예대상 우정상
- 2013년 MBC 방송연예대상 우정상